# Lautaro Acosta
Lautaro Acosta, född den 14 mars 1988 i Glew, Argentina, är en argentinsk fotbollsspelare. Vid fotbollsturneringen under OS 2008 i Peking deltog han i det argentinska U23-laget som tog guld. 